# Journal of the American Society of Echocardiography
Journal of the American Society of Echocardiography is een internationaal, aan collegiale toetsing onderworpen wetenschappelijk tijdschrift op het gebied van de cardiologie.
De naam wordt in literatuurverwijzingen meestal afgekort tot J. Am. Soc. Echocardiogr.
Het wordt uitgegeven door Mosby-Year Book namens de American Society of Echocardiography en verschijnt maandelijks.
Het eerste nummer verscheen in 1988.